# Реджо-ди-Калабрия (провинция)
Ре́джо-ди-Кала́брия (итал. Provincia di Reggio Calabria, сиц. pruvincia di Riggiu Calabbria) — упразднённая провинция в Италии, в области Калабрия. 
С 2016 года на её месте образован метропольный город Реджо-ди-Калабрия .

## Физико-географическая характеристика
Провинция расположена между Ионическим морем на востоке и Тирренским морем на юге и на западе на берегу пролива Мессина. Побережье Тирренского моря носит название Costa Viola из-за цвета моря во время заката. К северу от Реджо-ди-Калабрия находятся провинции Вибо-Валентия и Катандзаро. 
Провинция покрыта лесами с преимущественно каштанами, берёзами, каменными дубами, одноцветными пихтами. Русла горных рек и прибрежные скалы покрыты папоротниковыми, дроковыми, земляничными деревьями, миртами, олеандрами, индийской опунцией. Горные потоки на берегу Тирренского моря являются характерной особенностью региона. 
Большую часть провинции занимает национальный парк Аспромонте, который выходит как к Тирренскому, так и к Ионическому морям.

## Население
Реджо-ди-Калабрия является самой густонаселённой провинцией области. На 1 январе 2014 года по данным национального института статистики население провинции составляло 559,759 человек, из них женщин - 287,883, мужчин - 271,876.
В состав провинции входят 97 коммун: 
| - Аноия - Антонимина - Аньяна-Калабра - Ардоре - Африко - Багалади - Баньяра-Калабра - Бенестаре - Бивонджи - Бова - Бовалино - Бова-Марина - Бранкалеоне - Бруццано-Дзеффирио - Бьянко - Вараподьо - Вилла-Сан-Джованни - Галатро - Гроттерия - Дельянуова - Джераче - Джиффоне - Джойоза-Йоника - Джоя-Тауро - Казиньяна - Каланна - Камини - Кампо-Калабро - Кандидони - Каноло - Караффа-дель-Бьянко - Кардето - Карери | - Каулония - Козолето - Кондофури - Лаганади - Лауреана-ди-Боррелло - Локри - Маммола - Марина-ди-Джойоза-Йоника - Маропати - Мартоне - Меликукка - Меликукко - Мелито-ди-Порта-Сальво - Молокьо - Монастераче - Монтебелло-Йонико - Мотта-Сан-Джованни - Оппидо-Мамертина - Палицци - Пальми - Паццано - Плаканика - Плати - Полистена - Портильола - Реджо-ди-Калабрия - Риаче - Риццикони - Рогуди - Розарно - Роккафорте-дель-Греко - Роччелла-Йоника | - Само - Сан-Джованни-ди-Джераче - Сан-Джорджо-Морджето - Сан-Лоренцо - Сан-Лука - Сан-Прокопио - Сан-Пьетро-ди-Карида - Сан-Роберто - Сант-Агата-дель-Бьянко - Санта-Кристина-д’Аспромонте - Сант-Алессио-ин-Аспромонте - Сант-Иларио-делло-Йонио - Санто-Стефано-ин-Аспромонте - Сант-Эуфемия-д’Аспромонте - Сан-Фердинандо - Семинара - Серрата - Сидерно - Синополи - Стаити - Стило - Стиньяно - Таурианова - Терранова-Саппо-Минулио - Феролето-делла-Кьеза - Ферруццано - Фьюмара - Чимина - Чинкуэфронди - Читтанова - Шидо - Шилла |

## Экономика
В провинции находится порт Джоя-Тауро - один из крупнейших портов морского коридора между Суэцем и Гибралтаром. На побережье между Вилла-Сан-Джованни и Джойоза-Йоника выращивают бергамот, кроме того в провинции культивируют оливковые деревья, виноград, цитрусовые.

## Культура
В Реджо-ди-Калабрия находится археологический музей. Основанный в 1981 году, он занимает Riace Bronzes - кафедральный собор, построенный в 1882 году.

## Галерея
- Собор Реджи Калабрии
- Испанский замок Реджо-ди-Калабрии
- «Замок Руффо» Шилли (РК)
- Пентедаттило
- Археологические раскопки Локрии
- Гроттеря
- Паззано